# Hanna-Ulrike Vassal
Hanna-Ulrike Vassal, eigentlich Hanna-Ulrike Kuhroeber, (* 13. Oktober 1920 in Bonn; † nach 1970) war eine deutsche Konzertsängerin der Stimmlage Sopran und Gesangspädagogin.

## Leben
Hanna-Ulrike Vassal studierte bei Ernst Vassal und bei Felicie Hüni-Mihacsek in München Gesang sowie Musikwissenschaft an der Universität Halle. Seit 1942 trat sie als Oratorien-, Lied- und Konzertsängerin auf. Sie lebte in München als Konzertsängerin. Sie war dort auch als Gesangspädagogin tätig.
Vassals Paradestück war die Sopranpartie in Orffs Carmina Burana. Die Musikkritiker waren ihrer diesbezüglichen Aufführungen voll des Lobes wie beispielsweise das Flensburger Tageblatt im Jahr 1970.